# Poza Rica de Hidalgo
Poza Rica, ufficialmente Poza Rica de Hidalgo, è una città del Messico situata nel nord dello stato di Veracruz. Al censimento del 2005 possedeva una popolazione di 181.438 abitanti.